# Mongoloraphidia (Hissaroraphidia) gissarica
Mongoloraphidia (Hissaroraphidia) gissarica is een kameelhalsvliegensoort uit de familie van de Raphidiidae. De soort komt voor in Tadzjikistan.
Mongoloraphidia (Hissaroraphidia) gissarica werd voor het eerst wetenschappelijk beschreven door H. Aspöck et al. in 1968.